# Крістоф Тауш
Крістоф Тауш (25 грудня 1673, Інсбрук — 4 листопада 1731, Ниса) — австрійський архітектор і живописець.

## Біографія
Тауш приєднався до ордену єзуїтів у Відні у віці 22 роки. З 1702 навчався мистецтву живопису, ліплення та архітектурного малювання у єзуїта Андреа Поццо. З 1704 по 1708 рр. був помічником Поццо на стельових картинах Віденського палацу Ліхтенштейну в Росо. Після смерті Поццо в 1709 закінчив внутрішнє оздоблення трапезної в Празькому Клементінумі і з 1709 по 1710 рік здійснив реконструкцію пробаційного будинку Святої Анни у Відні. У 1712 сконструював високий вівтар для Пассауського єзуїтенкірхе Святого Михайла. У 1722 році єпископ Вроцлава Франц Людвіг Пфальц-Нойбург доручив йому облаштувати єзуїтську церкву у Вроцлаві. Високий вівтар, спроектований Таушем, був побудований з 1722 по 1724 рік; вівтарну обрізаність Христа намалював Тауш у 1725 р.
В єпископському місті Нейссе був призначений головним будівельним офіцером князя-єпископа. З 1722 по 1725 збудував шкільну будівлю єзуїтської колегії, а від імені єпископа з 1724 року лікарню «Sanctae Trinitatis». Це була велична будівля, яку можна було добудувати лише при владиці Філіппа Людвіга фон Сінцендорфа у 1733 р. Та була знищена в Першій Сілезькій війні 1741 під час прусської облоги Нейса. Крім того, Тауш обіймав посаду інспектора надбудови Богемної єзуїтської провінції, так що всі художні роботи повинні були бути представлені йому для оцінки. З 1727 по 1729 високий вівтар парафіяльної церкви в Ґлаці був побудований за його планами.